# Мельгарехо, Маркос
Маркос Бенхамин Мельгарехо Мартинес (исп. Marcos Benjamín Melgarejo Martínez; 3 октября 1986 года, Асунсьон) — парагвайский футболист, играющий на позиции полузащитника. Ныне выступает за парагвайский клуб «Триниденсе».

## Клубная карьера
Маркос Мельгарехо начинал свою карьеру футболиста в парагвайском клубе «Насьональ». Первую половину 2012 года он провёл за другую асунсьонскую команду «Либертад», после чего вернулся в «Насьональ». Первую половину 2016 года Мельгарехо отыграл за колумбийский «Депортес Толима», а затем перешёл в парагвайский клуб «Соль де Америка».

## Карьера в сборной
4 ноября 2009 года Маркос Мельгарехо дебютировал в составе сборной Парагвая в гостевой товарищеской игре против команды Чили.

## Достижения
«Насьональ»
- Чемпион Парагвая (3): Кл. 2009, Ап. 2011, Ап. 2013
- Финалист Кубка Либертадорес (1): 2014